# 박권수
박권수(朴權秀, 1985년 8월 12일 ~ )은 전 KBO 리그 SK 와이번스의 투수이다.

## 출신학교
- 선부초등학교
- 안산중앙중학교
- 안산공업고등학교